# Constâncio II de Constantinopla
Constâncio II de Constantinopla (em grego: Κωνστάντιος Β΄; 1789 – 1859) foi patriarca ecumênico de Constantinopla entre 1834 e 1835.

## História
Antes de sua eleição, Constâncio serviu como bispo metropolitano de Tarnovo. Era conhecido por não ser uma pessoa particularmente erudita e nem habilidades administrativas, o que acabou levando à sua renúncia no ano seguinte. Ele se retirou para Arnavutköy, no Bósforo, onde morreu em 1859. Assim como outros patriarcas, ele foi enterrado no jardim da Igreja dos Asomatoi em Arnavutköy.